# Paul Stalteri
Paul Stalteri (* 18. Oktober 1977 in Etobicoke, heute Toronto) ist ein ehemaliger kanadischer Fußballspieler. Er war bis zum 17. November 2015 Rekordnationalspieler seines Landes. Er war in 30 Spielen der Nationalmannschaft zwischen 2007 und 2010 Mannschaftskapitän und ist der erste Kanadier, der deutscher Fußballmeister wurde. 2017 wurde er in die Canadian Soccer Hall of Fame aufgenommen.

## Familie
Paul Stalteri wurde 1977 als Sohn einer guyanischen Mutter und eines italienischen Vaters geboren. Obwohl Eishockey in Kanada populärer als Fußball war, hatte sich Stalteri ganz dem Fußball verschrieben, weil eine Fußball-Ausrüstung preisgünstiger war.

## Verein
Stalteri stand seit der Saison 1997/98 in Diensten des Werder Bremen; bis 2000 im Regionalligateam, anschließend in der Bundesligamannschaft. Zuvor hatte er in Kanada bei Toronto Lynx und bei den Malton Bullets gespielt.
Zu den größten Erfolgen des kanadischen Nationalspielers zählt die deutsche Meisterschaft 2004 und der Gewinn des DFB-Pokals im gleichen Jahr mit Werder Bremen.
Nach acht Jahren verließ Stalteri am Ende der Saison 2004/05 Werder und wechselte nach 151 Bundesliga-Spielen (sechs Tore) in die englische Premier League zu Tottenham Hotspur. Dort war er in seinem ersten Jahr Stammspieler und absolvierte 33 Ligapartien. Sein Debüt gab Stalteri dabei am 1. Spieltag, dem 13. August 2005, gegen den FC Portsmouth. In den folgenden beiden Spielzeiten kam er nur noch unregelmäßig zu Einsätzen. Zur Winterpause der Saison 2007/08 wurde er für ein halbes Jahr an den Ligarivalen FC Fulham ausgeliehen.
Am 21. Dezember 2008 löste Stalteri mit Tottenham den laufenden Vertrag vorzeitig auf, um ablösefrei zu Borussia Mönchengladbach zu wechseln. In der Rückrunde der Saison 2008/09 war er Stammspieler und erreichte den Klassenerhalt. In der Saison 2009/10 kam Stalteri 3-mal zum Einsatz, wurde aber am Ende der Saison nicht mehr eingesetzt. Unter dem neuen Trainer Lucien Favre wurde Stalteri ebenfalls nicht mehr berücksichtigt, sodass er die Borussia zum Ende der Saison 2010/11 verließ. Nach fast zwei Jahren ohne Verein, in denen er mit mehreren Verletzungen zu kämpfen hatte, beendete Stalteri seine aktive Fußballkarriere im Frühjahr 2013.

## Nationalmannschaft
Stalteri gehört bereits seit der U-17 regelmäßig zum Aufgebot kanadischer Auswahlteams. 1993 war er Stammspieler bei der U-17-Weltmeisterschaft, als das kanadische Team mit 0:18 Toren aus drei Spielen ausschied. Vier Jahre später zog er mit der kanadischen U-20-Auswahl bei der Junioren-Weltmeisterschaft 1997 in Malaysia in das Achtelfinale ein, wo man dem Nachwuchs Spaniens mit 0:2 unterlag.
Kurze Zeit nach diesem Turnier bestritt Stalteri am 17. August 1997 gegen den Iran sein erstes Länderspiel in der kanadischen A-Nationalmannschaft. In den folgenden Jahren entwickelte er sich zu einem festen Bestandteil der kanadischen Nationalelf und feierte mit dem Gewinn des CONCACAF Gold Cups 2000 seinen größten Erfolg mit dem Nationalteam. 2001 nahm er am Konföderationen-Pokal in Japan und Südkorea teil, dort gelang im Turnierverlauf ein torloses Unentschieden gegen Brasilien.
In der Folge kamen weitere Teilnahmen am CONCACAF Gold Cup in den Jahren 2002, 2003, 2007 und 2009 hinzu, 2002 und 2007 schaffte das Team jeweils den Einzug ins Halbfinale. Seit Juni 2007 führt er das Nationalteam als Kapitän an. Am 7. September 2010 überbot er mit seinem 83. Länderspiel den Rekord von Randy Samuel und war bis Ende 2015 Rekordnationalspieler Kanadas. Für den Gold Cup 2011 wurde er aber nicht berücksichtigt. Sein 84. und letztes Länderspiel machte er am 8. Oktober 2010 beim 2:2 gegen die Ukraine. Am 17. November 2015 überbot Julian de Guzmán mit seinem 85. Länderspiel den Rekord von Stalteri.

## Erfolge
- Deutscher Meister: 2004
- DFB-Pokalsieger: 2004
- Gold-Cup-Gewinner: 2000
- CONCACAF-Meister der U-19: 1996
- Aufnahme in die Canada Soccer Hall of Fame 2017
- Kanadas Fußballer des Jahres: 2001, 2004